# Color TV-Game
Color TV-Game là một loạt năm máy chơi trò chơi điện tử tại gia chuyên dụng do Nintendo tạo ra, chỉ được phát hành tại Nhật Bản. Nintendo đã bán ra ba triệu máy của bốn mẫu đầu tiên: hai mẫu đầu tiên là một triệu máy, Color TV-Game 6 và 15; và nửa triệu máy với hai mẫu tiếp theo, Block Breaker và Racing 112. Loạt Color TV-Game có doanh số bán hàng cao nhất trong thế hệ đầu tiên của máy chơi trò chơi điện tử. Máy có thể chạy bằng pin C hoặc bộ chuyển đổi AC. Đây cũng là hệ máy chơi trò chơi điện tử tại gia đầu tiên do Nintendo phát hành.

## Lịch sử
Vào cuối những năm 1970, Nintendo bắt đầu rời xa thị trường đồ chơi và bài lá, bước vào thị trường trò chơi điện tử đang phát triển nhanh. Quyết định của họ dựa trên việc phát hành trò chơi arcade cực kỳ thành công Space Invaders của Taito và cuộc khủng hoảng dầu mỏ năm 1973 khiến việc sản xuất đồ chơi trở nên đắt đỏ. Bước đột phá đầu tiên của Nintendo là Computer Othello vào năm 1975. Theo sau là những trò chơi như Sheriff, Space Fever và EVR-Race. Hầu hết trong số này đều không thành công nhưng đã khiến Nintendo coi trò chơi điện tử là thị trường tiếp theo đáng để thử. Thị trường máy chơi trò chơi điện tử tại giạ cũng chứng kiến sự gia tăng chóng mặt, đặc biệt là ở Bắc Mỹ với việc phát hành hệ máy Pong của Atari vào năm 1975. Điều này khiến thị trường trở nên tràn ngập các trò chơi "video tennis" tương tự, các công ty tranh nhau kiếm tiền từ sự thành công này. Nintendo cũng không ngoại lệ và quyết định tạo ra hệ máy Pong chuyên dụng của riêng họ như một cách để mang sự thông dụng của nó đến Nhật Bản.
Máy Colour TV-Game do Nintendo Research & Development 2 (R&D2) và Mitsubishi Electronics hợp tác sản xuất. Nintendo không có kinh nghiệm trước đó về sản xuất thiết bị điện tử, vì vậy họ đã tranh thủ sự giúp đỡ của Mitsubishi để sản xuất hàng loạt. Mitsubishi trước đây từng hỗ trợ Nintendo sản xuất EVR Race, nhờ đó mối quan hệ giữa hai công ty cũng tốt đẹp hơn. Đối với hai hệ máy đầu tiên, Color TV-Game 6 và Color TV-Game 15, Nintendo mua giấy phép từ Magnavox để có thể sản xuất máy chơi trò chơi Pong-esque độc quyền. Magnavox đã tạo ra khái niệm ban đầu của Pong cho máy Magnavox Odyssey của họ, điều này đã truyền cảm hứng cho Atari tạo ra một trò chơi tương tự cho arcade. Nhưng điều này lại khiến Magnavox tức giận, hãng đã kiện Atari và các nhà sản xuất Pong khác vì vi phạm quyền của công ty. Chủ tịch Nintendo, ông Yamauchi Hiroshi, quy định máy chơi trò chơi điện tử phải sản xuất nhanh với các bộ phận giá rẻ hơn để hạ giá thành sản phẩm. Ông muốn các hệ máy phải rẻ để người tiêu dùng có điều kiện mua hơn, nhắm tạo cho họ lợi thế so với các đối thủ. TV-Game 6 và 15 yêu cầu ít sản xuất do tính đơn giản của chúng. Mitsubishi thực hiện những thay đổi và chỉnh sửa nhỏ đối với máy trước khi phát hành.
Color TV-Game 6 ra mắt vào ngày 1 tháng 6 năm 1977. Máy bán lẻ với giá 9.800 yên, thấp hơn đáng kể so với các hệ máy cạnh tranh. Nintendo đã sử dụng điều này như một công cụ tiếp thị. Như cái tên, máy chứa sáu biến thể của Pong, chẳng hạn như thêm các mái chèo, giảm kích thước của các mái chèo và thêm các lá chắn chống lệch ở giữa màn hình. Máy có thể được cung cấp năng lượng bằng pin hoặc bằng bộ đổi nguồn được bán riêng. Ngay sau khi phát hành, Nintendo đã phát hành phiên bản cải tiến của TV-Game 6, có vỏ ngoài màu trắng kem và bỏ bộ đổi nguồn. Một biến thể thứ hai được sản xuất như một phần của chương trình khuyến mại với công ty thực phẩm House Foods để quảng cáo mì ăn liền House Shanmen. Máy giống hệt với TV-Game 6 gốc nhưng có logo House Shanmen trên vỏ. Phiên bản này sản xuất với số lượng rất hạn chế nên cực kỳ hiếm. Sharp Electronics sản xuất các phiên bản TV-Game 6 có màu cam đậm để đi kèm với TV của họ.

## Tổng quát

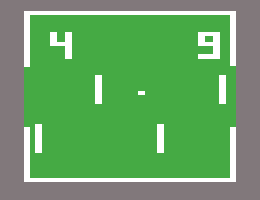
Ảnh chụp màn hình một trong những trò chơi của Color TV-Game 15 và Color TV-Game 6.

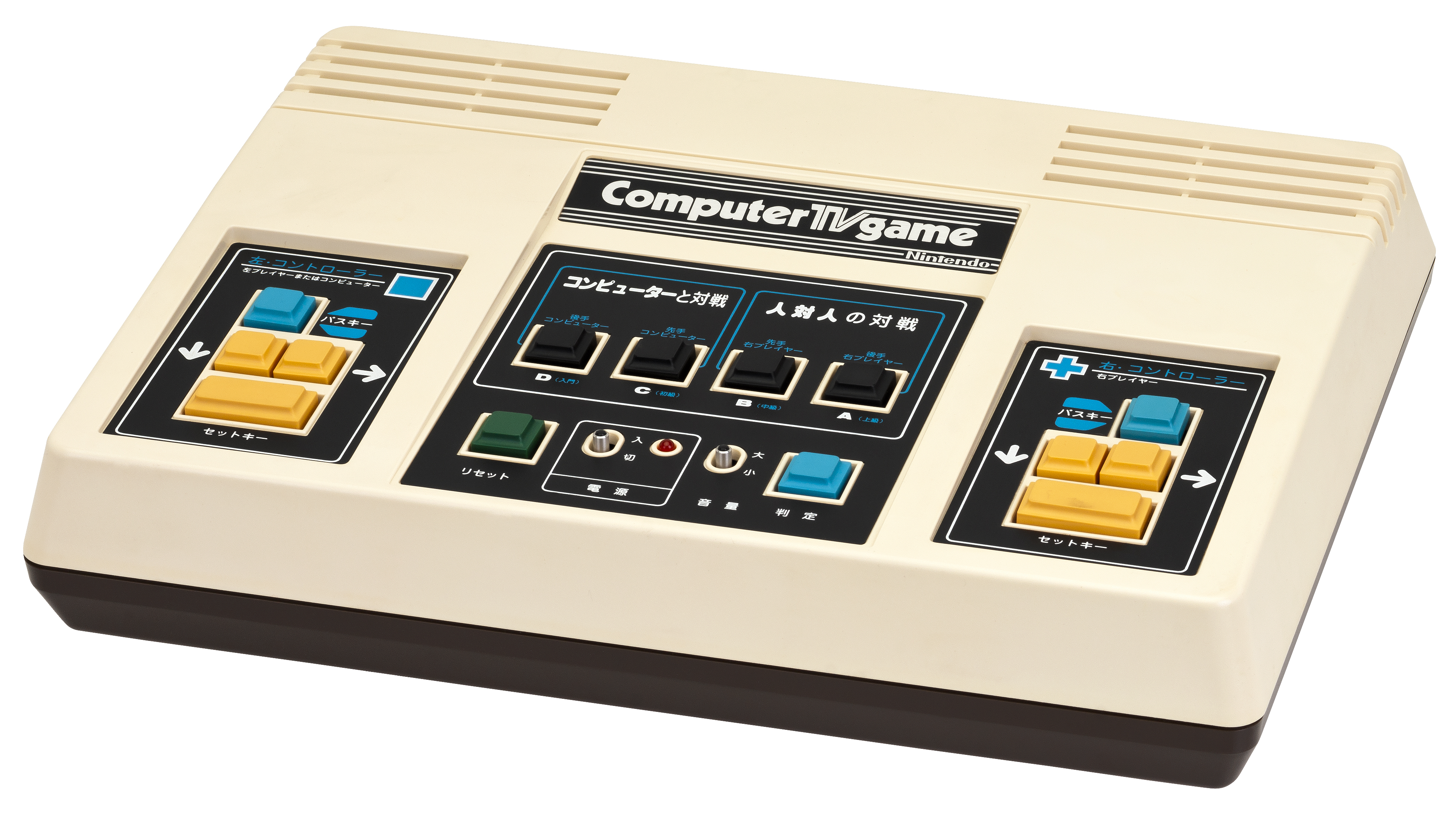
Bản phát hành TV-Game cuối cùng, Computer TV-Game, chơi trò Computer Othello.

### Color TV-Game 6
Ra mắt vào ngày 1 tháng 6 năm 1977 với Color TV-Game 6 Color TV-Game 6 là kết quả hợp tác phát triển với Mitsubishi Electronics. Máy chứa sáu biến thể của Light Tennis (hoặc Pong) bao gồm Quần vợt, Khúc côn cầu và Bóng chuyền; mỗi cái có thể chơi ở chế độ đơn hoặc đôi. Người chơi điều khiển mái chèo của mình bằng các mặt số gắn trực tiếp vào máy. Ngoài ra, như là một thay thế cho phiên bản tiêu chuẩn, một mô hình chạy bằng pin C màu trắng của Color TV-Game 6 cũng ra mắt. Những máy chơi trò chơi màu trắng này có số lượng giới hạn, chỉ vài trăm chiếc.

### Color TV-Game 15
Vào ngày 8 tháng 6 năm 1977, chỉ một tuần sau TV Game 6, Nintendo đã phát hành Color TV-Game 15  Với hai cần điều khiển nằm trên dây cáp (giúp cho việc chơi trò chơi thoải mái hơn nhiều) và 15 phiên bản Light Tennis hơi khác nhau, CTG 15 mang lại doanh số bán hàng hơn một triệu máy. Hai mô hình của CTG 15 đã được phát hành, chỉ khác nhau một chút màu sắc. Color TV Game 15 bao gồm hai biến thể của Khúc côn cầu, Bóng chuyền và Quần vợt và hai trò chơi theo kiểu bóng bàn. Mỗi trò chơi có thể được chơi ở chế độ đơn hoặc đôi. Trò chơi phụ là Penalty Shootout trong đó người chơi bắn bóng qua mục tiêu di chuyển liên tục. Ngoài ra, các điều khiển kiểu mái chèo được mở rộng ra ngoài bàn điều khiển và được nối dây vào máy. Bảng điều khiển được sản xuất với hai kiểu màu cam; kiểu màu cam nhạt ít phổ biến hơn. Nintendo đã bán hơn một triệu máy Color TV-Game 15.
Máy xuất hiện dưới dạng "Assist Trophy" trong Super Smash Bros. for Nintendo 3DS and Wii U và Super Smash Bros. Ultimate.

### Color TV-Game Racing 112
Vào ngày 8 tháng 6 năm 1978, Nintendo phát hành Color TV-Game Racing 112, một trò chơi đua xe kiểu nhìn qua mắt chim, có kèm cả vô lăng và sang số. Ngoài ra, hai bộ điều khiển nhỏ hơn có thể được sử dụng cho nhiều người chơi. Trò chơi có một chiếc xe từ góc nhìn xa từ trên nhìn xuống đường đua và tránh những chiếc xe khác trên đường. Có thể chơi ở chế độ hai người chơi với tay cầm gắn ở mặt sau máy. Đây là dự án đầu tiên của Shigeru Miyamoto khi bắt đầu làm việc cho Nintendo, vì lúc đó ông chỉ là một nhân viên bình thường. 160.000 máy đã được bán ra.

### Color TV-Game Block Breaker
Color TV-Game Block Breaker phát hành ngày 23 tháng 4 năm 1979; máy chơi trò chơi chạy một phiên bản chuyển đổi của Block Breaker (ブロック崩し Burokku Kuzushi), một trong những trò chơi arcade của Nintendo dựa trên Breakout của Atari. Giống như Color TV-Game 6, mái chèo trong trò chơi được điều khiển bởi một mặt số gắn vào máy và có các công tắc để chơi các biến thể của cùng một trò chơi. Thiết kế bên ngoài là một trong những dự án trò chơi video đầu tiên của Shigeru Miyamoto sau khi gia nhập Nintendo vào năm 1977.

### Computer TV-Game
Hệ máy cuối cùng trong loạt Computer TV-Game phát hành vào năm 1980, máy sản xuất và bán ra với số lượng hạn chế. Trò chơi duy nhất trong máy là một bản chuyển đổi của trò chơi điện tử đầu tiên của Nintendo, Computer Othello. Trò chơi có thể chơi trực tiếp bởi hai người chơi, hoặc đấu với máy tính và khá tinh vi vào thời điểm đó. Nintendo chuyển đổi nó từ một trò chơi arcade, bằng cách tích hợp một bảng mạch arcade hoàn chỉnh làm cho máy trở nên to và nặng. Bộ nguồn nặng hơn hai kg. Máy có giá, 48.000 Yên khi phát hành. Nếu so sánh, Famicom, xuất hiện chỉ 3 năm sau đó, có giá bằng một phần ba và có thể chơi hàng trăm trò chơi.

## Di sản

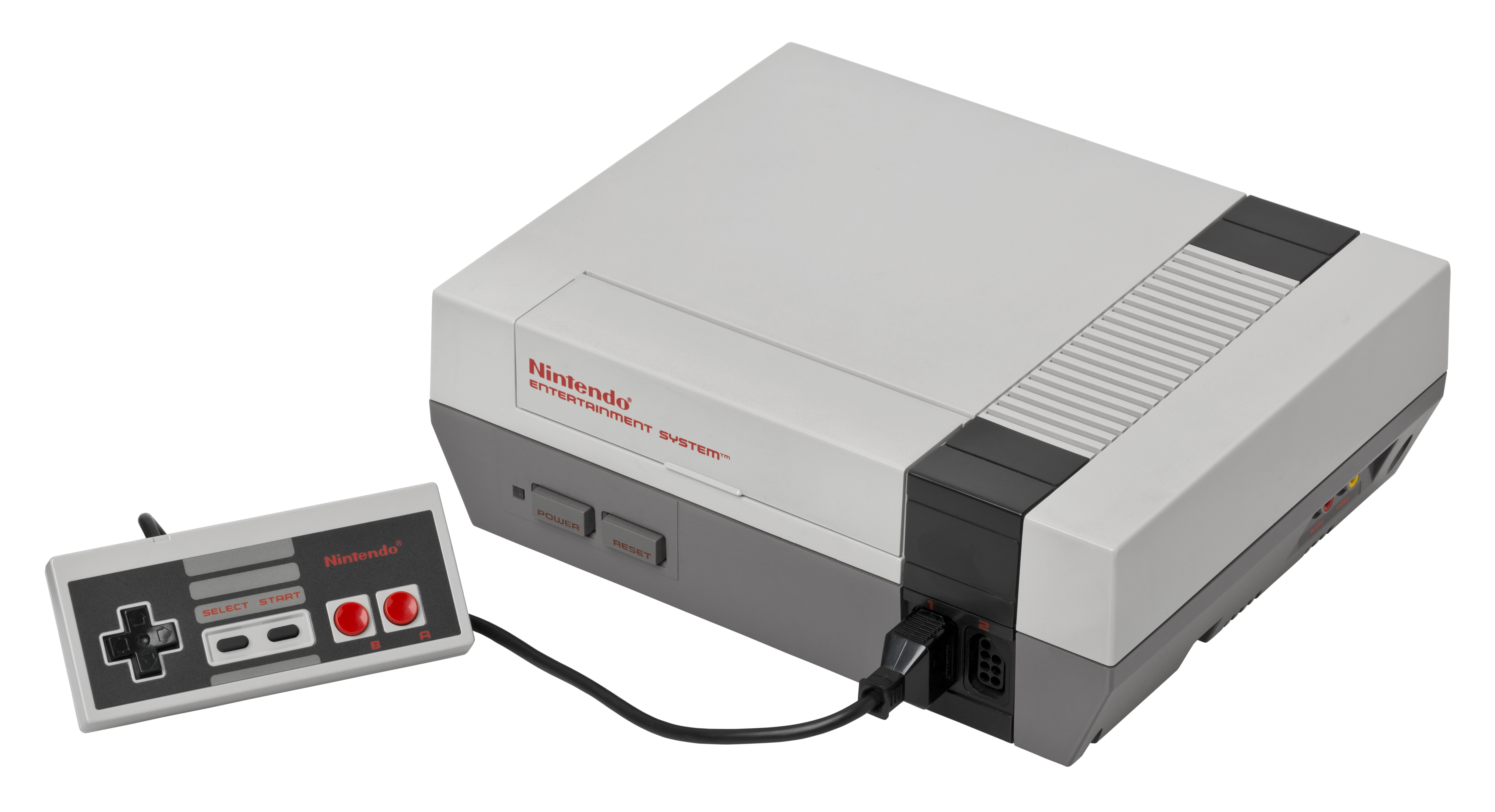
Sự thành công của loạt Color TV-Game mang lại niềm tin vào lĩnh vực kinh doanh máy chơi trò chơi điện tử cho Nintendo, dẫn đến việc tạo ra Nintendo Entertainment System.

Nintendo xem loạt Color TV-Game là một hiện tượng, và là một thành công về mặt thương mại. Color TV-Game 6 và Color TV-Game 15 bán ra một triệu máy mỗi loại. Racing 112 và Block Kuzushi bán ra nửa triệu máy. Thành công này đã thúc đẩy Nintendo tiếp tục theo đuổi thị trường máy chơi trò chơi điện tử, điều này đã dẫn đến việc tạo ra Family Computer và Nintendo Entertainment System. Các nhà xuất bản công nhận đây là máy chơi trò chơi điện tử đầu tiên của Nintendo.
Erik Voskuil, viết cho blog Before Mario, tin rằng một phần lý do khiến loạt Color TV-Game thành công là do giá thành rẻ hơn nhiều so với đối thủ. Ông viết: "Gần ba mươi lăm năm và nhiều thế hệ máy chơi trò chơi điện tử Nintendo thành công đã ra đời, với hàng triệu máy bán ra và ngày càng cải tiến, chúng ta có thể suy ngẫm về khoảnh khắc này như là sự khởi đầu của một cái gì đó rất, rất lớn." Trong cuốn sách năm 2004 Power-Up: How Japanese Video Games Gave the World an Extra Life, Chris Kohler nói lớp vỏ đầy màu sắc đóng vai trò quan trọng trong việc hệ thống hoạt động tốt như thế nào, nói rằng chúng giống đồ chơi hơn máy chơi trò chơi điện tử. Luke Plunkett của Kotaku thừa nhận tầm quan trọng của hệ máy này khi nó chính là bước đột phá đầu tiên của Nintendo vào thị trường trò chơi điện tử, và tấm ảnh hưởng của nó đối với các hệ máy tiếp theo của họ. Plunkett đồng ý với Voskuil trong việc loạt máy này thành công nhờ mức giá thấp, vì nó đã thiết lập quan điểm "máy chơi trò chơi điện tử phải bán ra với lợi nhuận vừa phải" của Nintendo vẫn tiếp tục cho đến tận ngày nay. Benj Edwards của PC Magazine cho rằng các máy Color TV-Game 6 và Color TV-Game 15 nói riêng đã mang lại niềm tin cho Nintendo trên thị trường, do thành công về mặt thương mại của họ. Ông cũng lưu ý Block Kuzushi đánh dấu màn ra mắt của Miyamoto Shigeru, một nhân vật quan trọng trong công ty.
Nintendo đã tham chiếu hệ thống Color TV-Game và các trò chơi tích hợp của họ trong các nhượng quyền thương mại khác. Alleyway, tựa trò chơi ra mắt cho Game Boy, được cho là dựa trên Block Kuzushi của Color TV-Game. Nhà báo Jeremy Parish đã đi xa hơn khi nói Alleyway là một sự trở lại của Block Kuzushi, do nó gắn liền với nguồn gốc của Nintendo. WarioWare, Inc: Mega Microgames! bao gồm một minigame dựa trên Racing 112, trong đó người chơi có năm giây để né những chiếc xe đang di chuyển. Đây là một phần của giai đoạn 9-Volt, bao gồm các trò chơi nhỏ tập hợp các trò chơi điện tử cũ hơn của Nintendo. Một minigame Color TV-Game 6 xuất hiện ở màn chơi của 9-Volt và 18-Volt trong WarioWare: Smooth Moves. Một cúp hỗ trợ dựa trên TV-Game 15 xuất hiện trong Super Smash Bros. for Nintendo 3DS and Wii U và phần tiếp theo là Super Smash Bros. Ultimate. Khi được triệu hồi, nó sinh ra một cặp mái chèo để phóng một quả bóng qua màn chơi, gây sát thương cho các chiến binh chạm vào nó. Vào cuối năm 2020, một tựa trò chơi Nintendo 3DS do Butterfly phát triển có tên là The Queen TV-Game 2 đã thu hút  chú ý với lối chơi dựa trên Color TV-Game 6.
Loạt Nintendo Color TV-Game
- Color TV-Game 6 (bản đầu tiên, model CTG-6S)
- Color TV-Game 6 (model CTG-6V)
- Color TV-Game 15 (model CTG-15S)
- Color TV-Game 15 (model CTG-15V)
- Color TV Block Kuzushi
- Color TV Racing 112
- Computer TV Game